# NGC 7331
مجرة إن جي سي 7331 (بالأنكليزية: NGC 7331), والمعروفة أيضا باسم (كالدويل 30 أو C30) وهي مجرة حلزونية شبيهة بمجرتنا درب التبانة. تبعد مجرة إن جي سي 7331 عنا حوالي 40 مليون سنة ضوئية باتجاه كوكبة الفرس العظيم (بيجاسوس)، وقد اكتشف من قبل ويليام هيرشل عام 1784م.

## حوصلتها تدور عكسيا
في المجرات الحلزونية تدور حوصلة المجرة في اتجاه دوران الأذرعة ، ولكن في مجرة إن جي سي 7331 فهي تدور في عكس اتجاه الاذرعة.
 ويعتقد العلماء أن الحوصلة الحالية لا بد وأن تكون قد تكونت من مادة ساقطة عليها، إذ ليس لديهم تفسير آخر عن نشأة تلك الحركة العكسية إذا كانت قد تكونت منذ البدء.

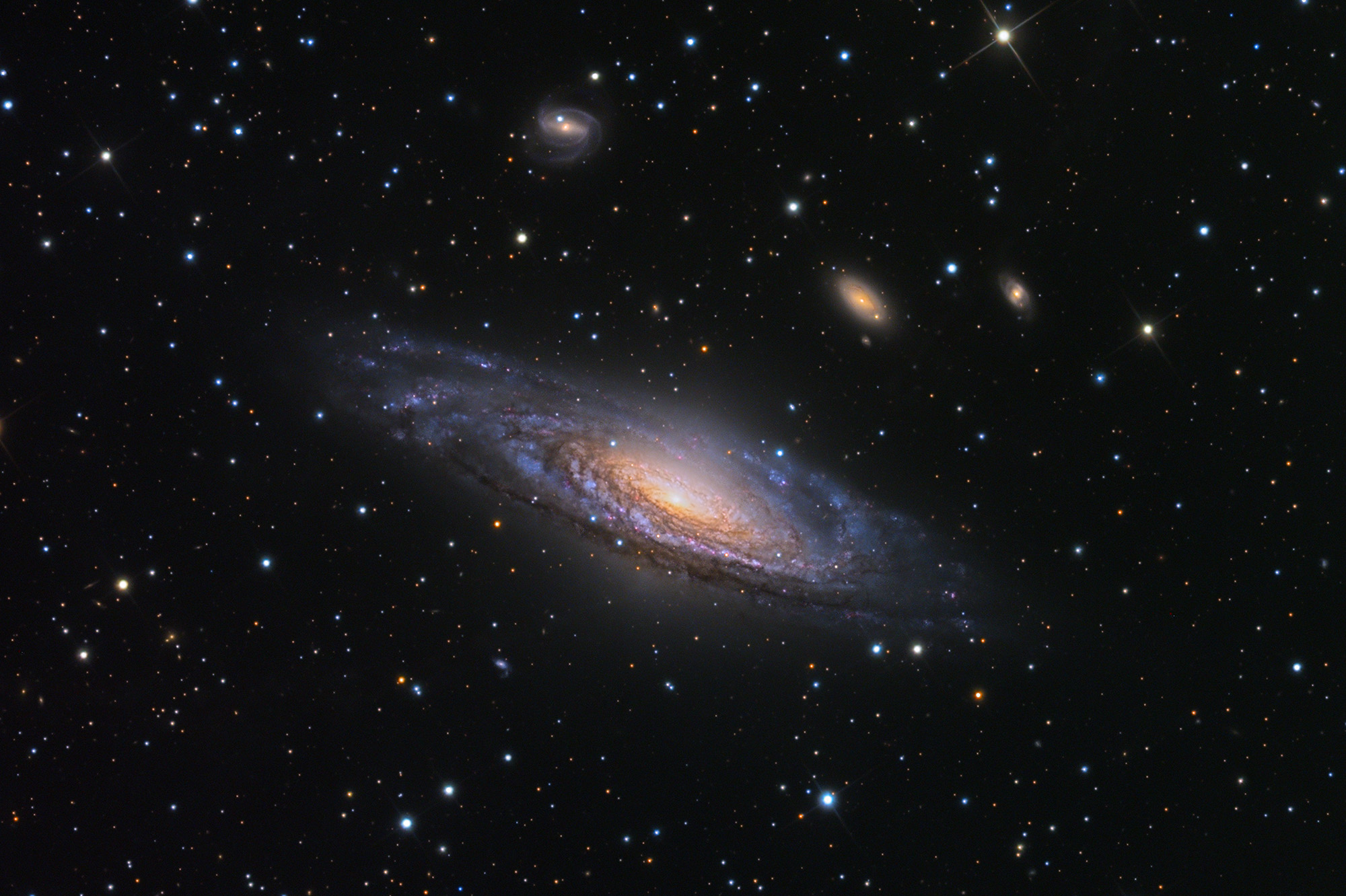
المجرة الحلزونية NGC 7331. كما لقطها تلسكوب ليمون،أريزونا ذو مرآة قطر 24 بوصة.

## صور أخرى

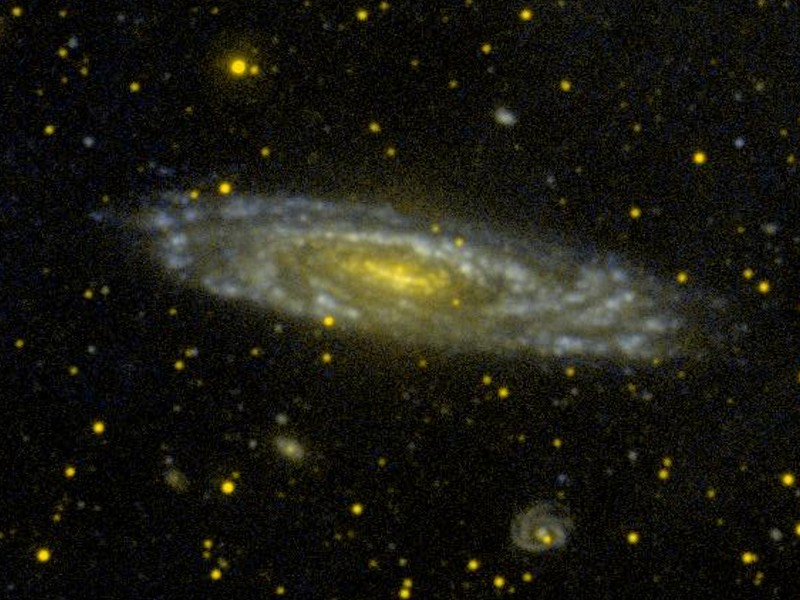
صورة أشعة فوق البنفسجية صادرة من إن جي سي 7331 لقطها مرصد  GALEX
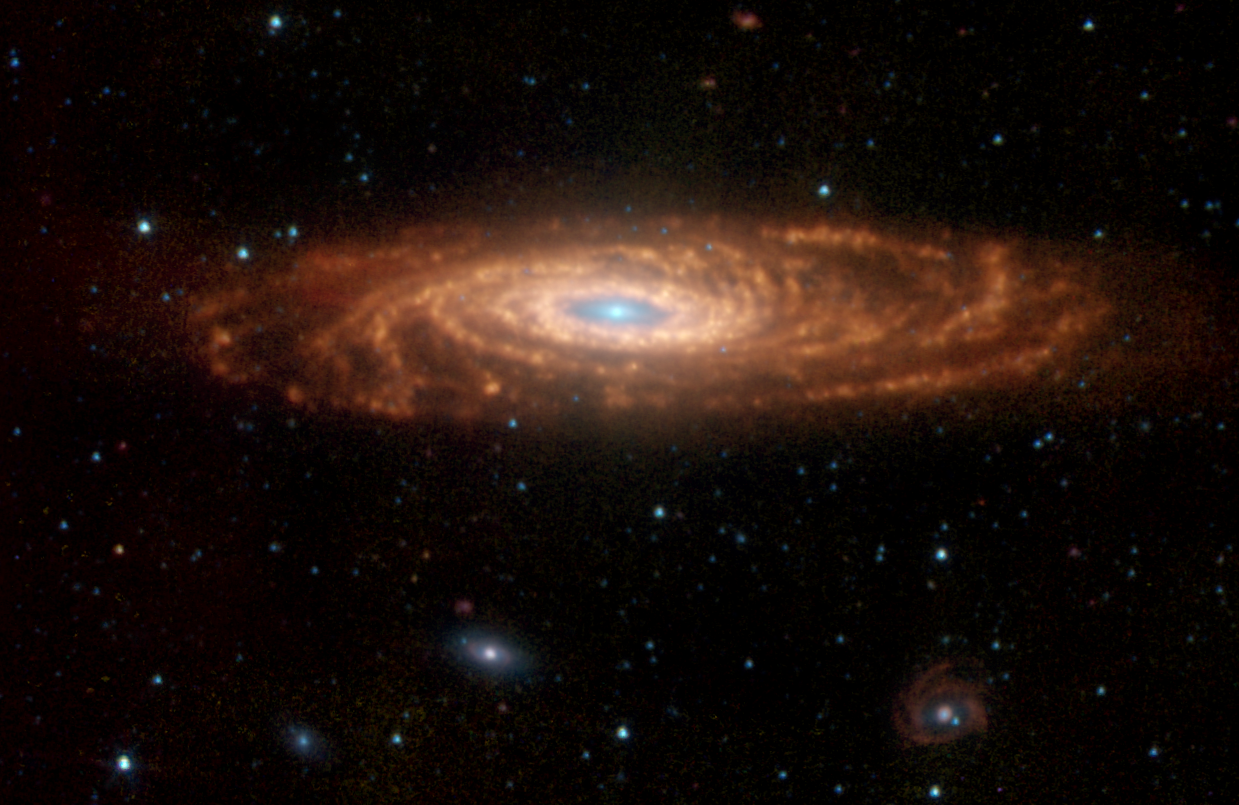
صورة أشعة تحت الحمراء صادرة من إن جي سي 7331 لقطها مقراب سبيتزر الفضائي
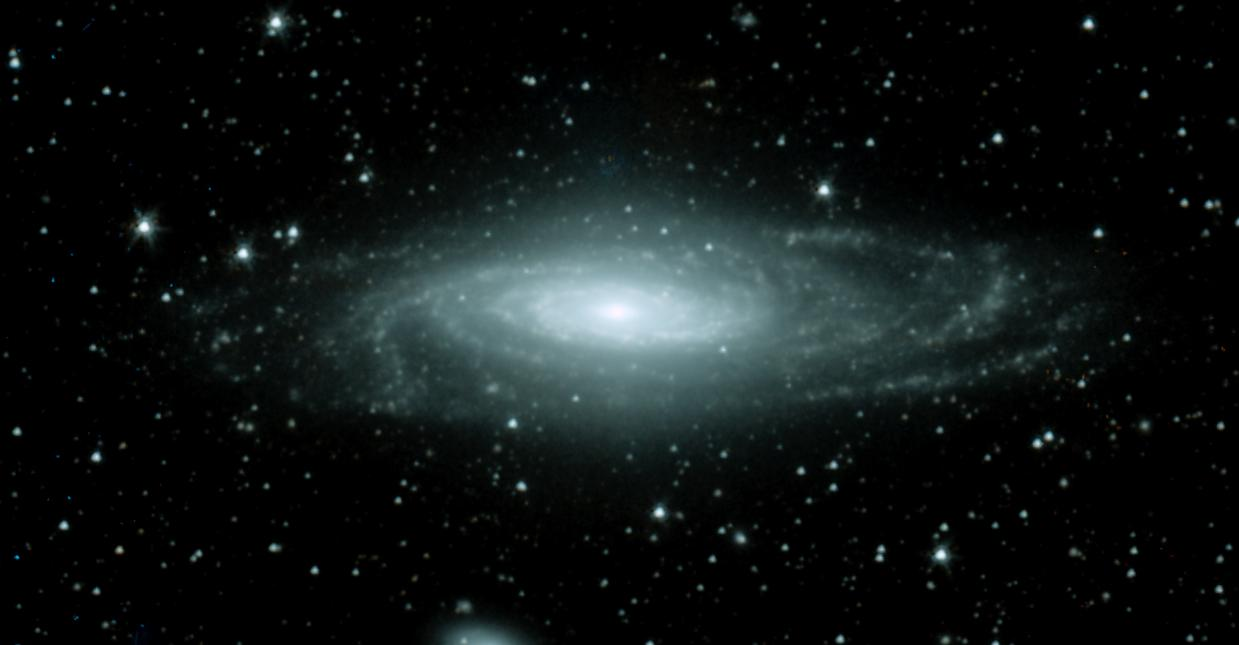

## اقرأ أيضا
- خماسية ستيفان
- إن جي سي 7318 أ
- إن جي سي 7318 ب